# Philippe van Wichel
Philippe van Wichel (auch Philippus van Wicchel; * getauft 16. Februar 1614 in Brüssel; † begraben 8. Juli 1675 ebenda) war ein Komponist, Violinist und Zinkenist in den Spanischen Niederlanden.

## Leben
Philippe Van Wichel begann seine Musikerlaufbahn, wie auch andere Mitglieder seiner Familie, in der Brüsseler „Musikantengilde Sint Job“. Von 1631 bis 1637 war er Zinkenist an der Kirche Sankt-Goriks. Danach, bis zu seinem Tod, war er Instrumentist, Violinist in der Brüsseler Hofkapelle, in der auch zahlreiche italienische Musiker wirkten. Für diesen Zeitraum ist er in den Gehaltslisten des Hofes, mit einem Salär von 245 Gulden vermerkt. Als Mitglied der Hofkapelle gehörte Johann Caspar von Kerll zu den Kapellmeistern, unter denen van Wichel wirkte. Zwischenzeitlich musizierte er mehrfach als extraordinarius in der persönlichen Kammermusik des Statthalters der Spanischen Niederlande, Leopold Wilhelm von Österreich.

## Werk
1678, drei Jahre nach seinem Tod, veröffentlichten Van Wichels Erben einen Band mehrstimmiger frühbarocker Violinsonaten unter dem Titel „Fascilus dulcedinis unius, duorum, trium, quatuor et quinque instrumentorum“ Opusculum Primum (Op. 1). Dieser Band enthält sieben Sonaten für jeweils eine, 2, 3, 4, 5 Violinen oder Zinken mit Generalbass und eine „Ciacogna“ für 2 Violinen und B.c. Drei weitere Sonaten finden sich im Codex Rost in der französischen Nationalbibliothek. Die Sonaten zeigen den Einfluss des frühbarocken  italienischen Stils von Giovanni Battista Buonamente oder Maurizio Cazzati.